# ماكسيميليانو بوستوس
ماكسيميليانو بوستوس (بالإسبانية: Maximiliano Bustos)‏ هو لاعب كرة قدم أرجنتيني في مركز الوسط، ولد في 5 يناير 1982 في مدينة سان لويس في الأرجنتين. لعب مع بانفيلد وسان مارتين دي سان خوان وفيليز سارسفيلد.

## وصلات خارجية
- ماكسيميليانو بوستوس على موقع قاعدة بيانات كرة القدم.إي يو (الإنجليزية)
- ماكسيميليانو بوستوس على موقع Soccerway.com (الإنجليزية)